# Leichtathletik-Weltmeisterschaften 2022/Stabhochsprung der Frauen

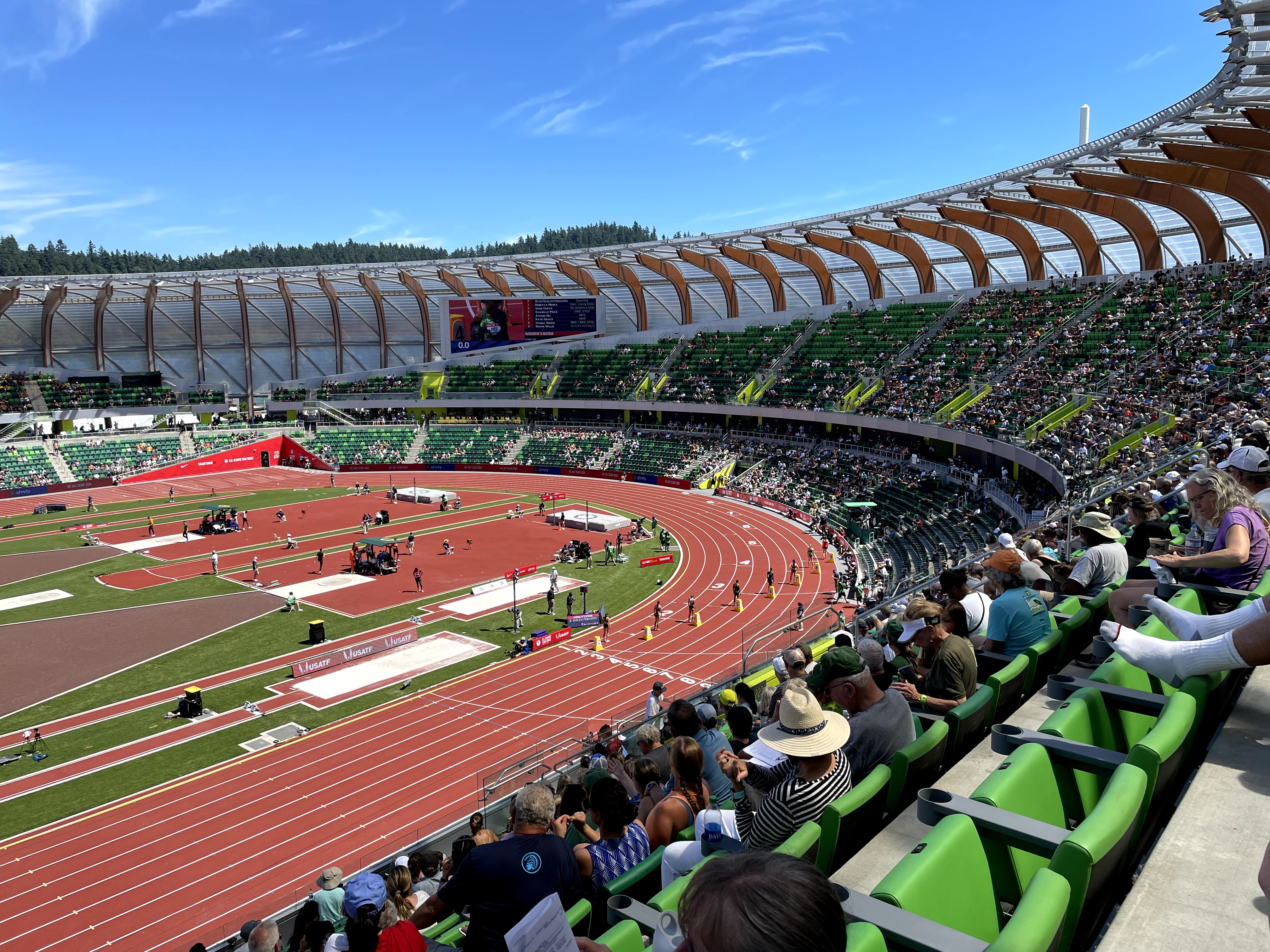
Das Stadion New Hayward Field im Jahr 2021

Der Stabhochsprung der Frauen bei den Leichtathletik-Weltmeisterschaften 2022 wurde am 15. und 17. Juli 2022 im Hayward Field der Stadt Eugene in den Vereinigten Staaten ausgetragen.
Die US-amerikanischen Stabhochspringerinnen errangen einen Doppelerfolg. Weltmeisterin wurde die aktuelle Olympiasiegerin Katie Nageotte. Silber gewann wie schon bei den Weltmeisterschaften 2017 und 2019 die Olympiazweite des letzten Jahres Sandi Morris. Bronze ging an die Australierin Nina Kennedy.

## Rekorde

### Bestehende Rekorde
| Weltrekord               | 5,06 m | Jelena Issinbajewa | Weltklasse Zürich, Schweiz | 20. August 2009 |
| Weltmeisterschaftsrekord | 5,01 m | Jelena Issinbajewa | WM Helsinki, Finnland      | 12. August 2005 |

Der bestehende WM-Rekord wurde bei diesen Weltmeisterschaften nicht erreicht. Die beiden US-Amerikanerinnen Katie Nageotte (erster Versuch) und Sandi Morris (zweiter Versuch) auf den Rängen eins und zwei erzielten mit 4,85 m die größte Höhe. Damit stellten sie eine neue Weltjahresbestleistung auf. Den Rekord verfehlten sie um sechzehn Zentimeter. Zum Weltrekord fehlten ihnen 21 Zentimeter. 

## Legende
Kurze Übersicht zur Bedeutung der Symbolik – so üblicherweise auch in sonstigen Veröffentlichungen verwendet:
| – | verzichtet                            |
| o | übersprungen                          |
| x | ungültig                              |
| r | Wettkampf nicht fortgesetzt (retired) |

## Qualifikation
15. Juli 2022, 17:20 Uhr Ortszeit (16. Juli 2022, 2:20 Uhr MESZ)
29 Teilnehmerinnen traten in zwei Gruppen zur Qualifikationsrunde an. Die eigentliche Qualifikationshöhe für den direkten Finaleinzug betrug 4,65 m. Doch bereits nach Abschluss der Versuche über 4,50 m waren weniger als zwölf Springerinnen – die Mindestanzahl der Finalteilnehmerinnen – noch im Wettbewerb. So konnte die Qualifikation abgebrochen werden und es qualifizierten sich alle Athleten, die mindestens 4,35 m ohne Fehlversuch übersprungen hatten (hellgrün unterlegt). Dadurch, dass vier Wettbewerberinnen gleichplatziert den zwölften Rang erreicht hatten, qualifizierten sich fünfzehn Teilnehmer für das zwei Tage später angesetzte Finale.

### Gruppe A
| Platz | Name                   | Nation              | Resultat (m) | 4,20 m | 4,30 m | 4,50 m |
| 1     | Wilma Murto            | Finnland            | 4,50         | –      | o      | o      |
| 1     | Katie Nageotte         | USA                 | 4,50         | –      | –      | o      |
| 1     | Xu Huiqin              | Volksrepublik China | 4,50         | –      | o      | o      |
| 4     | Olivia McTaggart       | Neuseeland          | 4,50         | –      | o      | xo     |
| 5     | Margot Chevrier        | Frankreich          | 4,50         | –      | o      | xxo    |
| 6     | Li Ling                | Volksrepublik China | 4,35         | o      | o      | xxx    |
| 6     | Tina Šutej             | Slowenien           | 4,35         | –      | o      | xxx    |
| 8     | Saga Andersson         | Finnland            | 4,35         | o      | xo     | xxx    |
| 8     | Maryna Kylypko         | Ukraine             | 4,35         | o      | xo     | xxx    |
| 8     | Elisa Molinarolo       | Italien             | 4,35         | o      | xo     | xxx    |
| 8     | Alysha Newman          | Kanada              | 4,35         | –      | xo     | xxx    |
| 12    | Eleni-Klaoudia Polak   | Griechenland        | 4,35         | xo     | xo     | xxx    |
| 13    | Nikoleta Kyriakopoulou | Griechenland        | 4,35         | xo     | xxo    | xxx    |
| 14    | Amálie Švábíková       | Tschechien          | 4,20         | xo     | xxx    |        |
| NM    | Holly Bradshaw         | Großbritannien      | ogV          | –      | –      | r      |

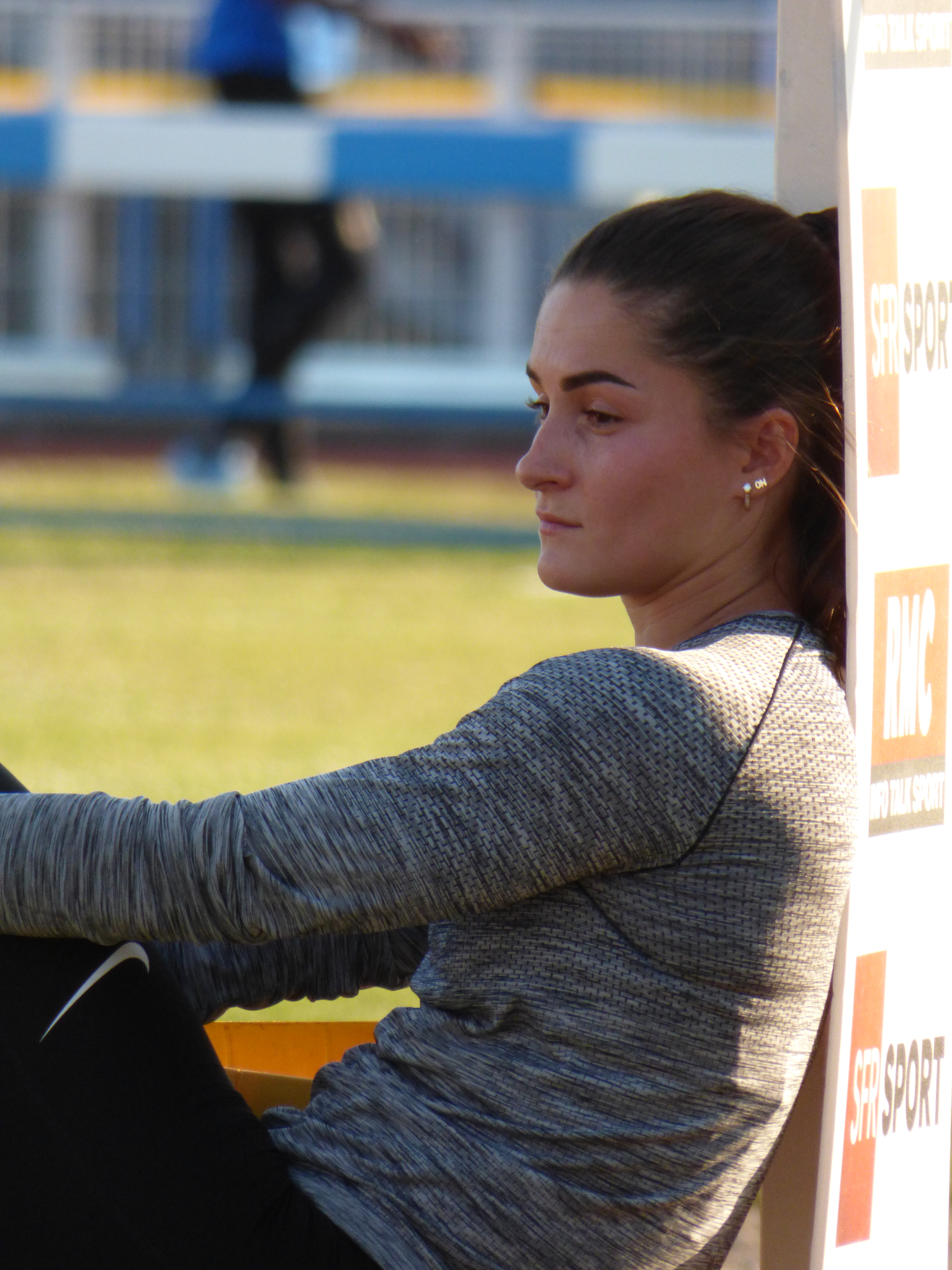
Maryna Kylypko – ausgeschieden mit 4,35 m

Weitere in Qualifikationsgruppe A ausgeschiedene Stabhochspringerinnen:

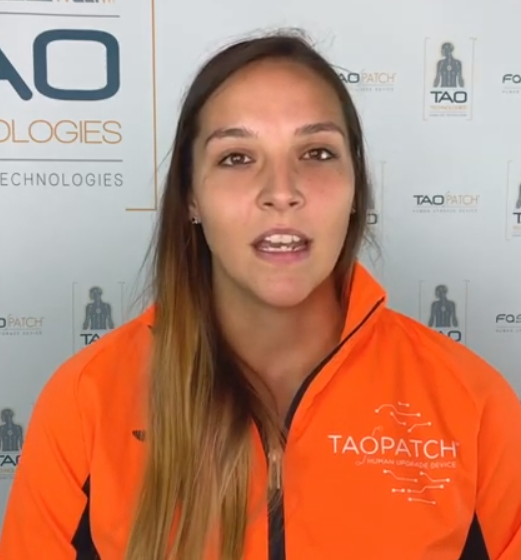
Elisa Molinarolo – 4,35 m
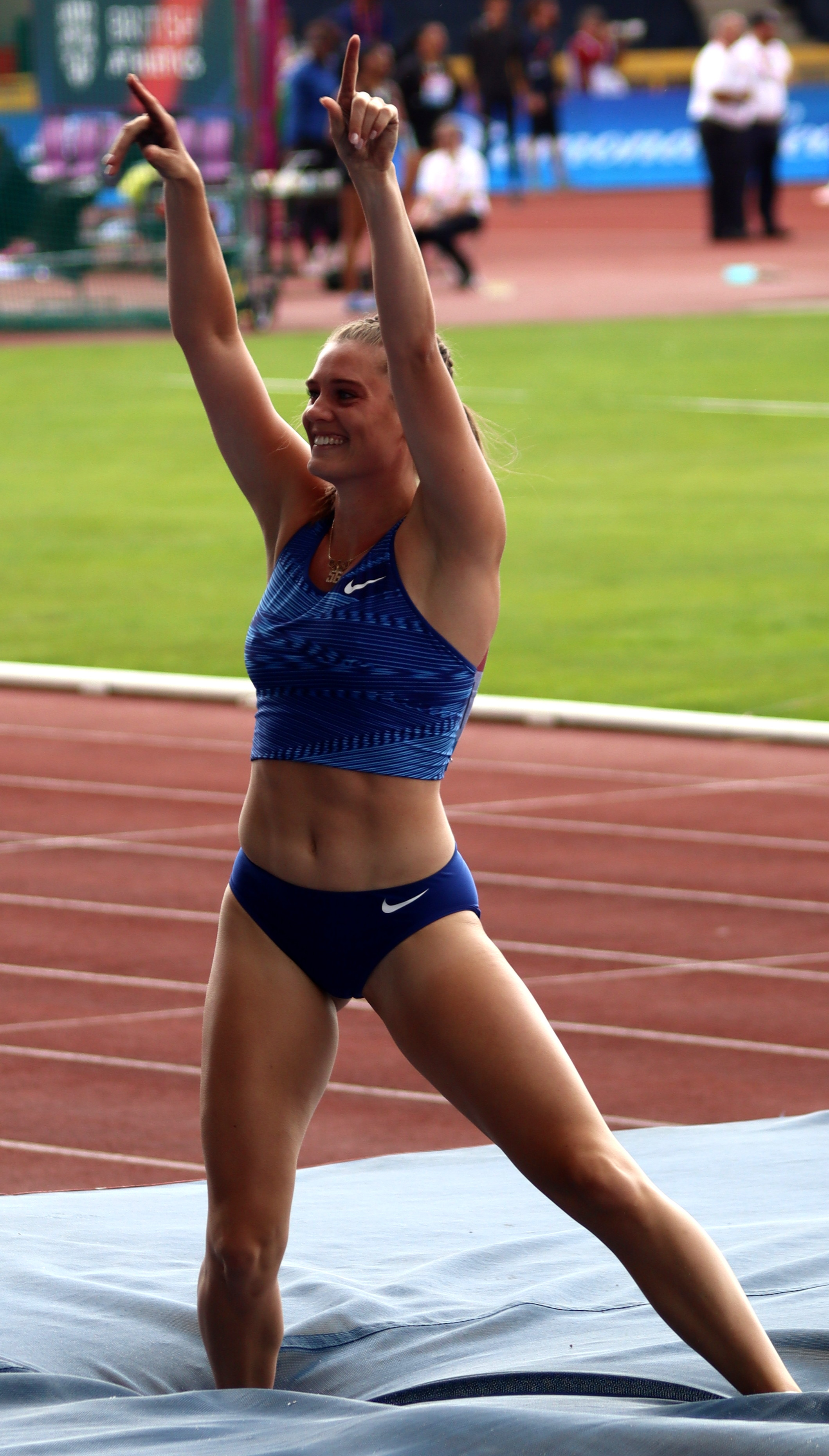
Alysha Newman – 4,35 m
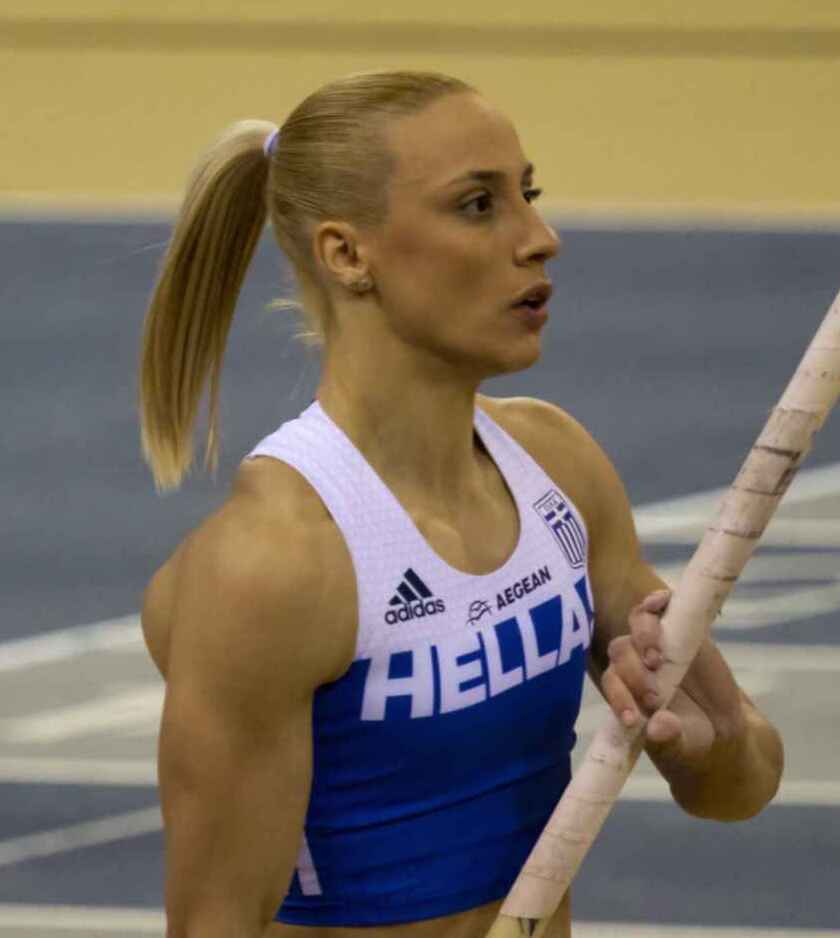
Eleni-Klaoudia Polak – 4,35 m
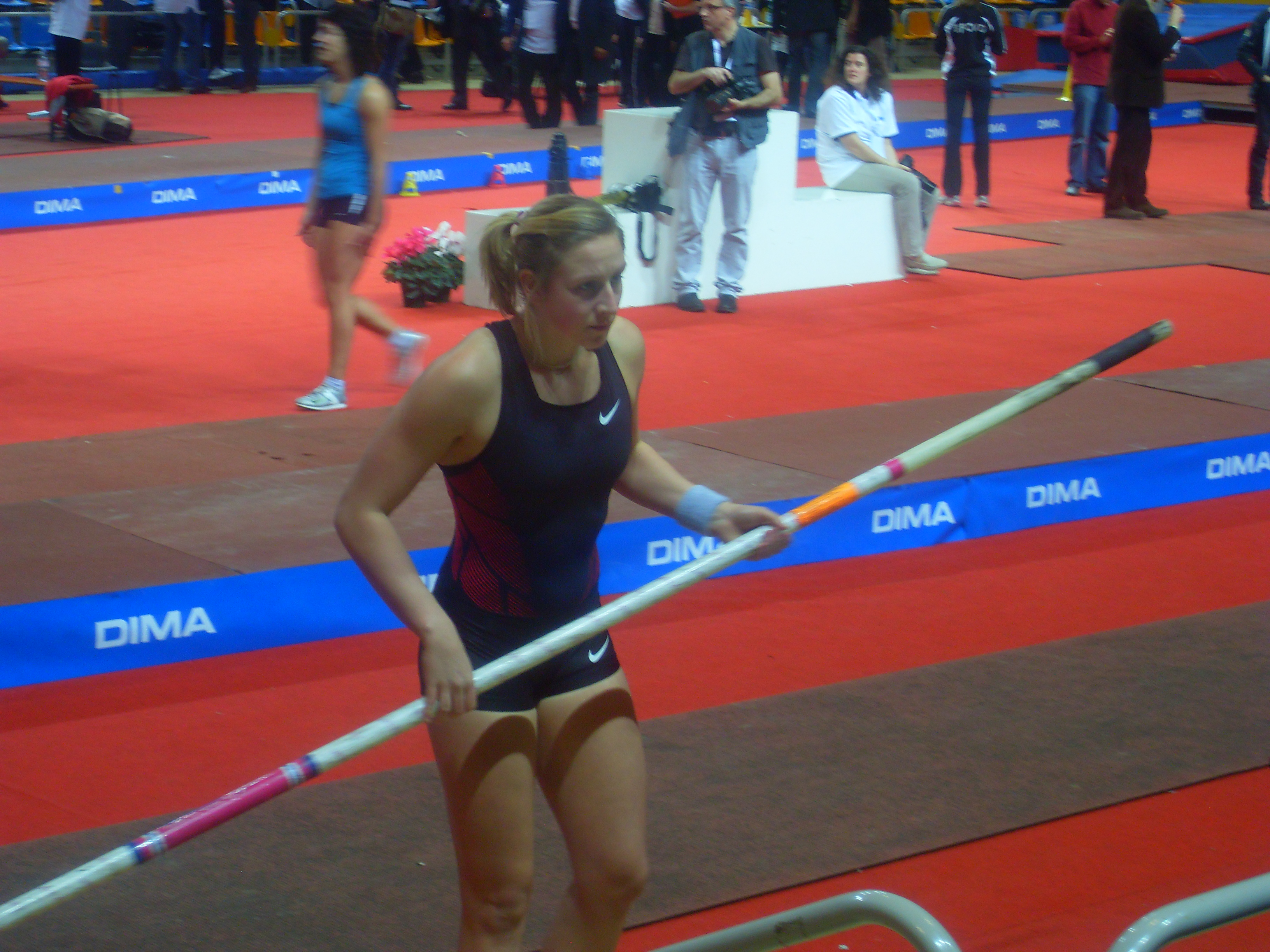
Holly Bradshaw – ohne gültigen Versuch

### Gruppe B

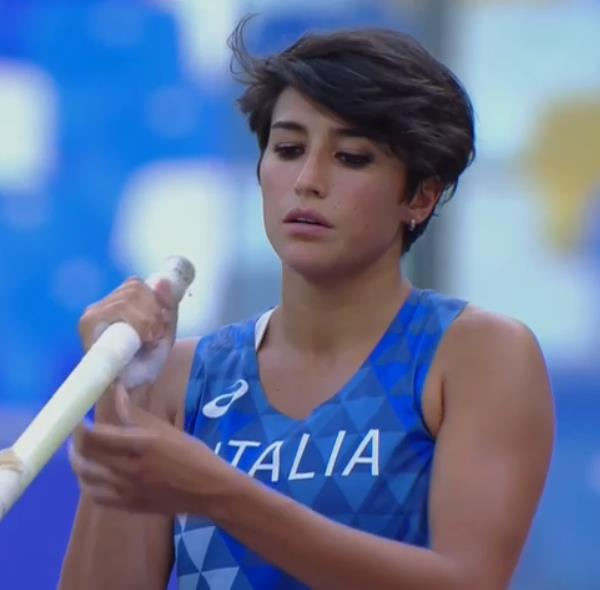
Roberta Bruni – ausgeschieden mit 4,35 m
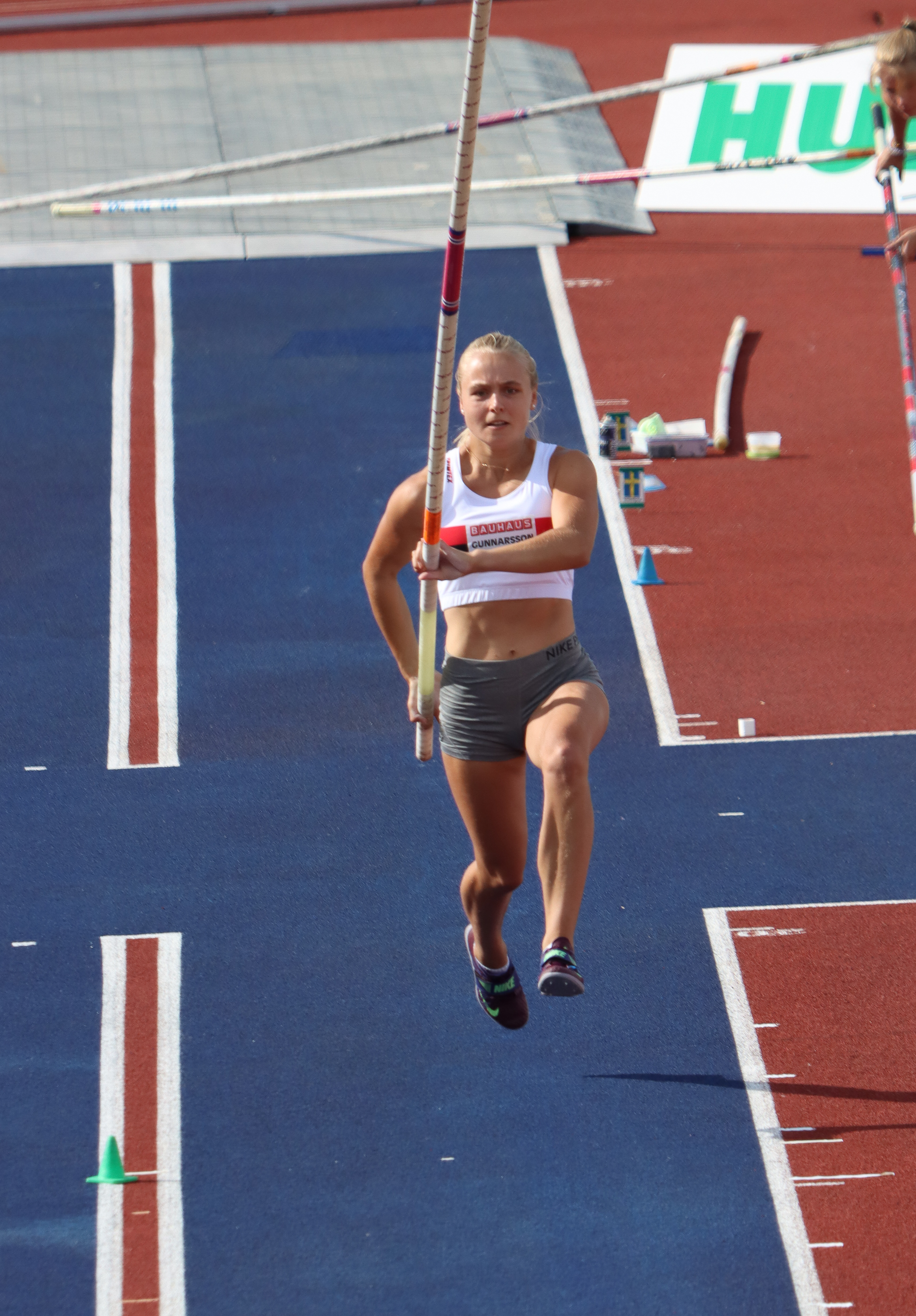
Lisa Gunnarsson – ausgeschieden mit 4,35 m

| Platz | Name               | Nation              | Resultat (m) | 4,20 m | 4,30 m | 4,50 m |
| 1     | Ninon Chapelle     | Frankreich          | 4,50         | –      | o      | o      |
| 1     | Nina Kennedy       | Australien          | 4,50         | –      | –      | o      |
| 1     | Sandi Morris       | USA                 | 4,50         | –      | –      | o      |
| 1     | Jacqueline Otchere | Deutschland         | 4,50         | o      | o      | o      |
| 1     | Katerina Stefanidi | Griechenland        | 4,50         | –      | –      | o      |
| 6     | Anicka Newell      | Kanada              | 4,50         | o      | o      | xxo    |
| 7     | Gabriela Leon      | USA                 | 4,35         | o      | o      | xxx    |
| 7     | Angelica Moser     | Schweiz             | 4,35         | –      | o      | xxx    |
| 9     | Roberta Bruni      | Italien             | 4,35         | –      | xo     | xxx    |
| 9     | Lisa Gunnarsson    | Schweden            | 4,35         | o      | xo     | xxx    |
| 11    | Jana Hladijtschuk  | Ukraine             | 4,35         | o      | xxo    | xxx    |
| 12    | Molly Caudery      | Großbritannien      | 4,20         | o      | xxx    |        |
| 13    | Elina Lampela      | Finnland            | 4,20         | xo     | xxx    |        |
| 13    | Niu Chunge         | Volksrepublik China | 4,20         | xo     | xxx    |        |
| NM    | Imogen Ayris       | Neuseeland          | ogV          | xxx    |        |        |

## Finale
17. Juli 2022, 17:10 Uhr Ortszeit (18. Juli 2022, 2:10 Uhr MESZ)
| Platz | Name               | Nation              | Resultat (m) | 4,30 m | 4,45 m | 4,60 m | 4,70 m | 4,80 m | 4,85 m | 4,90 m |
| 1     | Katie Nageotte     | USA                 | 4,85 WL      | –      | o      | o      | xo     | xo     | o      | xxx    |
| 2     | Sandi Morris       | USA                 | 4,85 WL      | –      | o      | o      | o      | o      | xo     | xxx    |
| 3     | Nina Kennedy       | Australien          | 4,80         | –      | xxo    | o      | o      | o      | xx–    | x      |
| 4     | Tina Šutej         | Slowenien           | 4,70         | o      | o      | xxo    | o      | xxx    |        |        |
| 5     | Katerina Stefanidi | Griechenland        | 4,70         | –      | o      | o      | xxo    | x–     | xx     |        |
| 6     | Wilma Murto        | Finnland            | 4,60         | o      | o      | o      | xxx    |        |        |        |
| 6     | Li Ling            | Volksrepublik China | 4,60         |        | o      | o      | o      | xxx    |        |        |
| 8     | Angelica Moser     | Schweiz             | 4,60         | o      | xxo    | o      | xxx    |        |        |        |
| 9     | Anicka Newell      | Kanada              | 4,45         | o      | o      | xxx    |        |        |        |        |
| 10    | Jacqueline Otchere | Deutschland         | 4,45         | xo     | o      | xxx    |        |        |        |        |
| 11    | Ninon Chapelle     | Frankreich          | 4,45         | o      | xo     | xxx    |        |        |        |        |
| 12    | Gabriela Leon      | USA                 | 4,30         | o      | xxx    |        |        |        |        |        |
| 13    | Xu Huiqin          | Volksrepublik China | 4,30         | xo     | xxx    |        |        |        |        |        |
| NM    | Margot Chevrier    | Frankreich          | ogV          | –      | xxx    |        |        |        |        |        |
| NM    | Olivia McTaggart   | Neuseeland          | ogV          | xxx    |        |        |        |        |        |        |

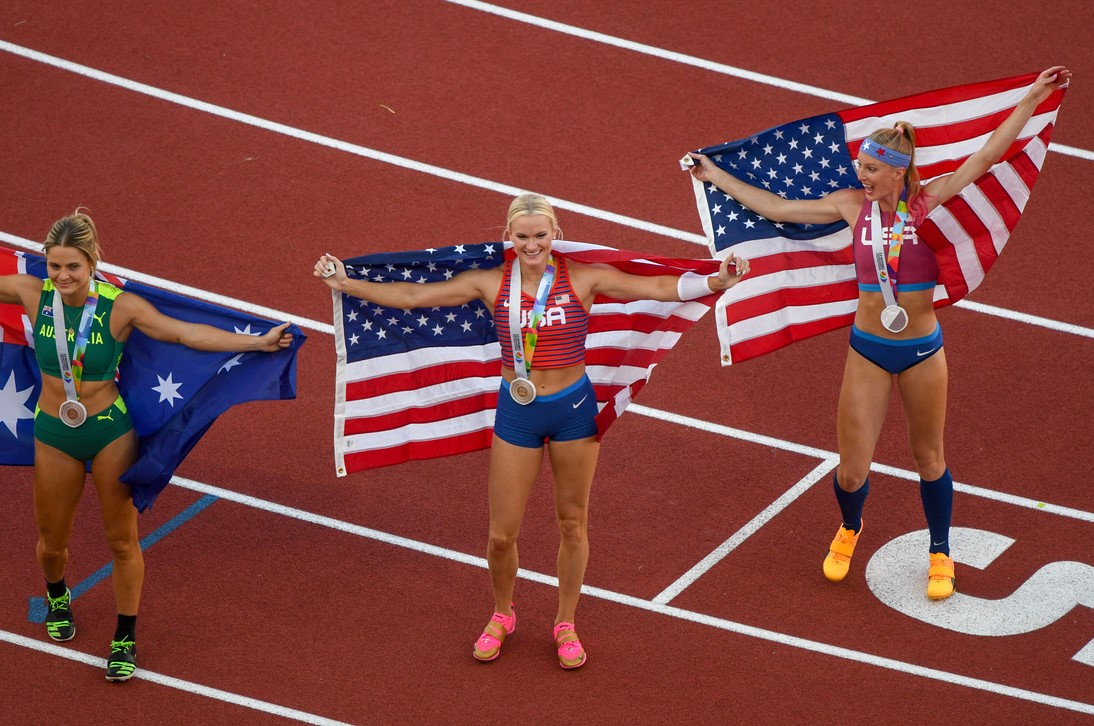
Die Medaillengewinnerinnen (v. l. n. r.):
Nina Kennedy, Katie Nageotte, Sandi Morris

Acht von fünfzehn Finalteilnehmerinnen hatten 4,60 m übersprungen, drei von ihnen – die Chinesin Li Ling, die Finnin Wilma Murto (beide auf dem geteilten Rang sechs) und die Schweizerin Angelica Moser (Platz acht) – schieden anschließend bei 4,70 m aus.
Die einzige Konkurrentin ohne jeden Fehlsprung bei den nun folgenden 4,80 m war die zweifache Vizeweltmeisterin (2017/2019) und Olympiazweite des letzten Jahres Sandi Morris aus den Vereinigten Staaten. Einen Fehlsprung bei 4,70 m hatte ihre Landsfrau Katie Nageotte, die aktuelle Olympiasiegerin, auf ihrem Konto. Die Australierin Nina Kennedy war mit zwei Fehlversuchen (beide bei ihrer Anfangshöhe von 4,45 m) belastet, hatte aber 4,70 m im ersten Anlauf überquert. Das galt auch für die Slowenin Tina Šutej, die bei 4,60 m zweimal gerissen hatte. Die fünfte im Wettbewerb verbliebene Athletin war die griechische Olympiasiegerin von 2016 Katerina Stefanidi, die 2017 WM-Gold 2019 und WM-Bronze gewonnen hatte. Auch auf ihrem Konto standen zwei Fehlversuche, jedoch bei der letzten Höhe von 4,70 m, sodass sie die schlechtesten Karten hatte.
Tina Šutej versuchte sich dreimal vergeblich an den nun aufgelegten 4,80 m, was sie am Ende auf den vierten Platz brachte, denn auch der am Ende fünftplatzierten Katerina Stefanidi gelang kein gültiger Sprung mehr. Sie sparte sich nach einem nicht erfolgreichen Sprung über 4,80 m ihre beiden verbleibenden Versuche für die kommende Höhe auf, riss jedoch zweimal. Morris setzte ihre fehlerlose Serie mit einem gelungenen ersten Sprung über 4,80 m fort. Auch Kennedy war hier im ersten Anlauf erfolgreich. Nageotte zog anschließend mit ihrem zweiten Versuch nach.
Bei 4,85 m hatte somit Morris die beste Ausgangssituation. Es folgte Kennedy vor Nageotte. Aber die Olympiasiegerin des letzten Jahres meisterte nun gleich im ersten Anlauf die neue Höhe. Morris hatte einen ersten Fehlversuch und übersprang 4,85 m im zweiten Durchgang, während Kennedy, die Bronze sicher hatte, nach zwei Fehlsprüngen ihren dritten und letzten Versuch aufsparte, um die Chance auf eine bessere Platzierung zu wahren.
Die jetzt aufgelegten 4,90 m erwiesen sich für alle drei Wettbewerberinnen, die im Kampf um die Verteilung der Medaillen noch dabei waren, als zu hoch. So wurde Katie Nageotte Weltmeisterin, Silber gab es für Sandi Morris und Nina Kennedy gewann Bronze.

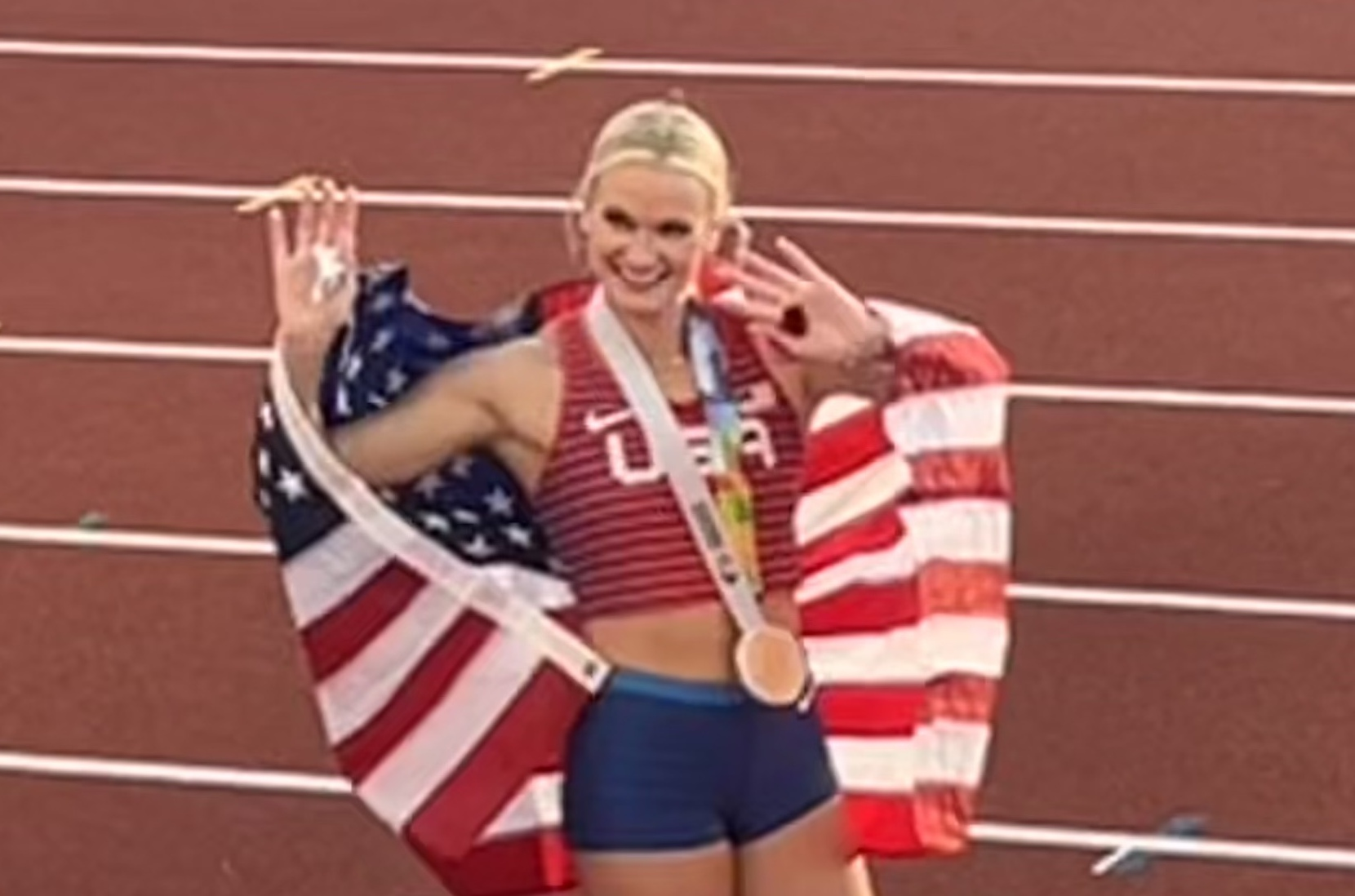
Weltmeisterin Katie Nageotte
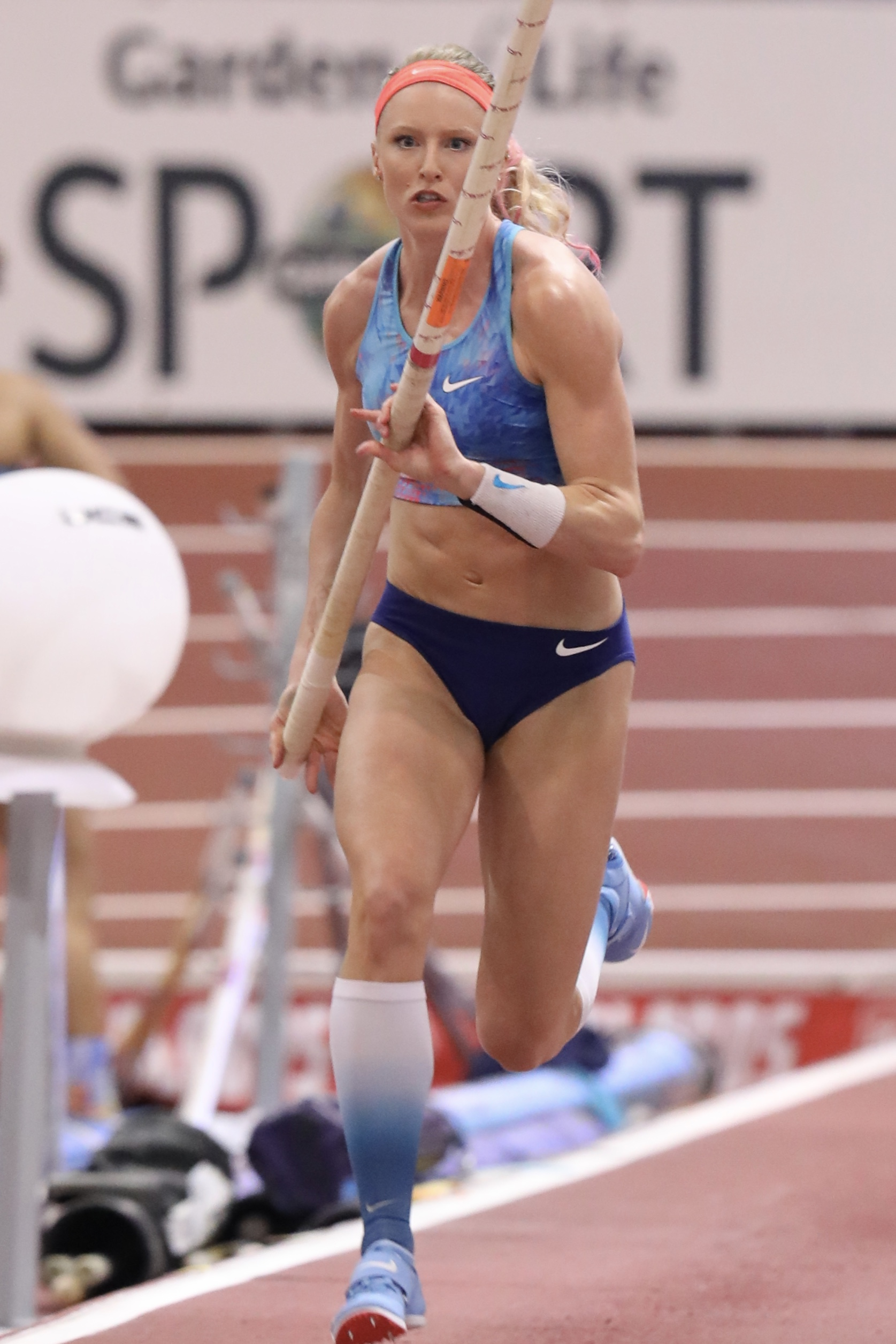
Vizeweltmeisterin Sandi Morris
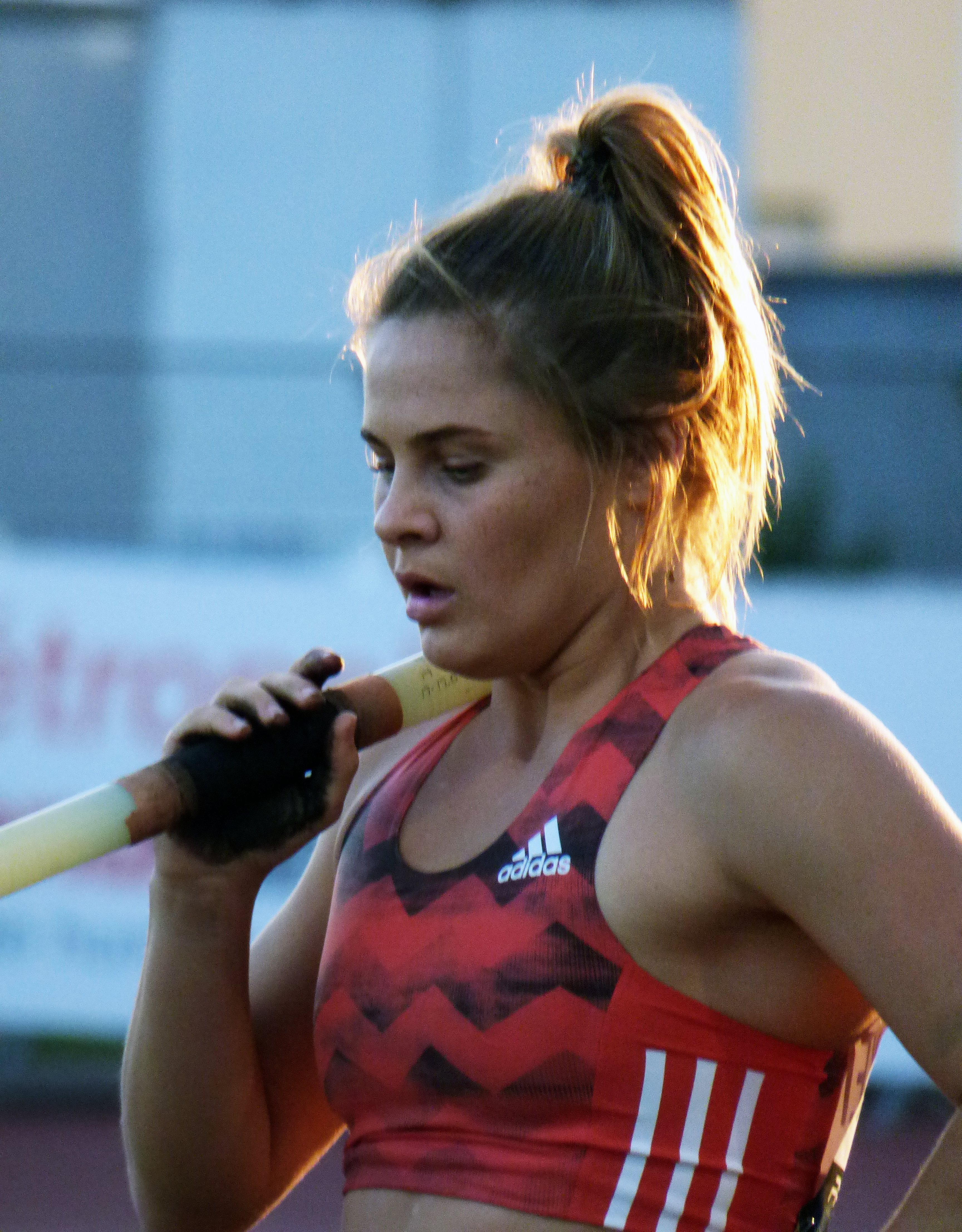
Bronzemedaillengewinnerin Nina Kennedy

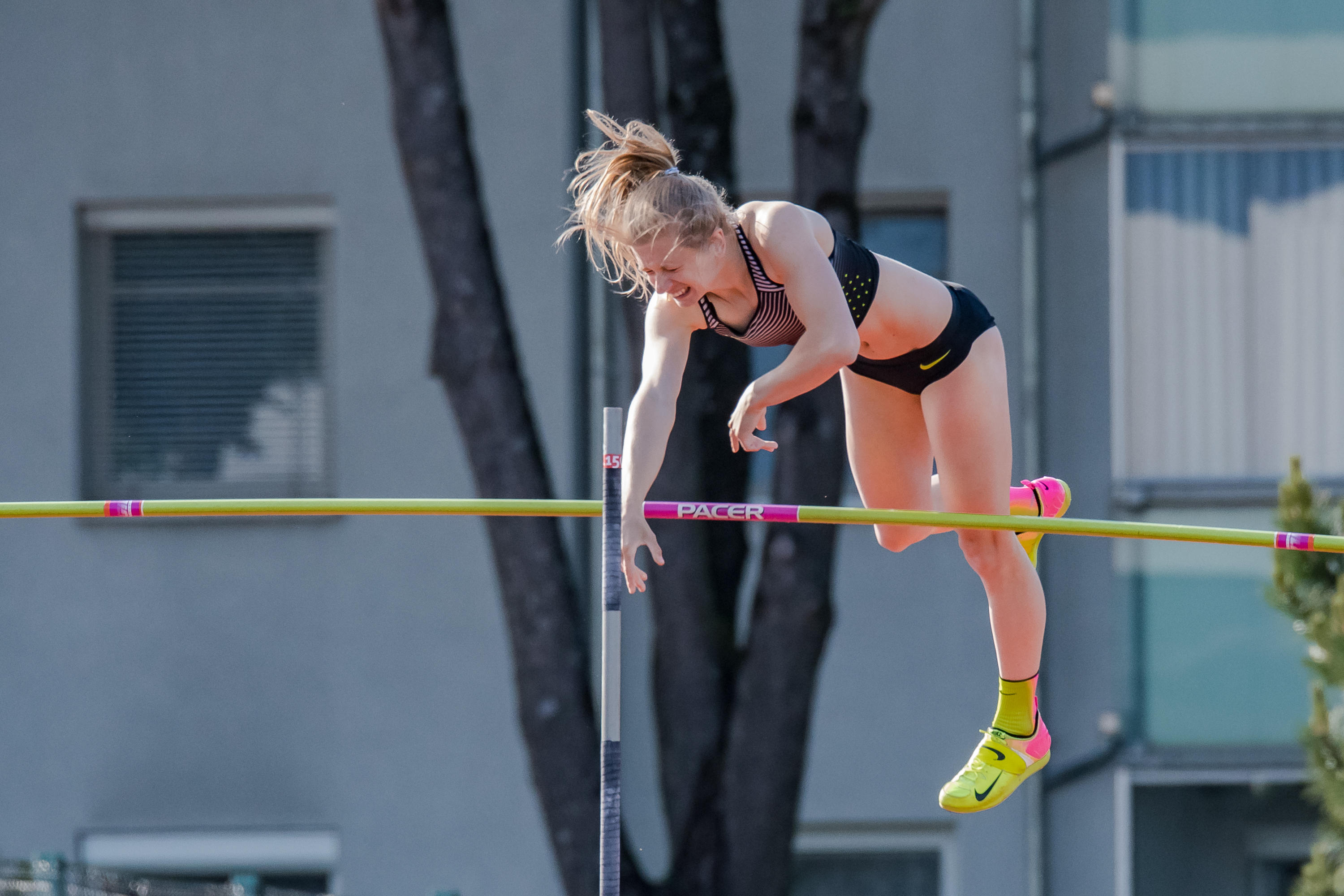
Tina Šutej erreichte Platz vier
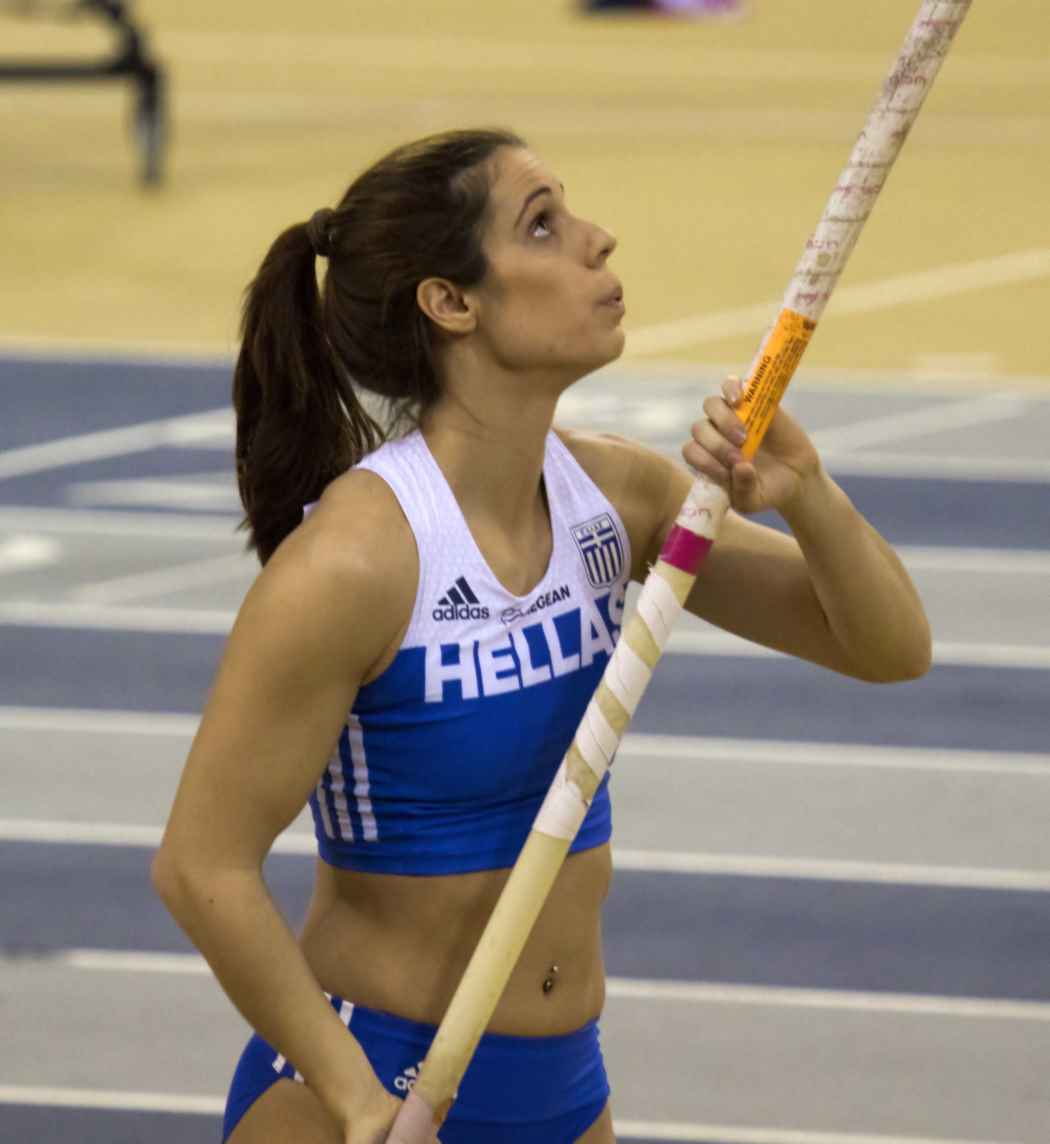
Die in der Vergangenheit sehr erfolgreiche Katerina Stefanidi belegte hier Rang fünf
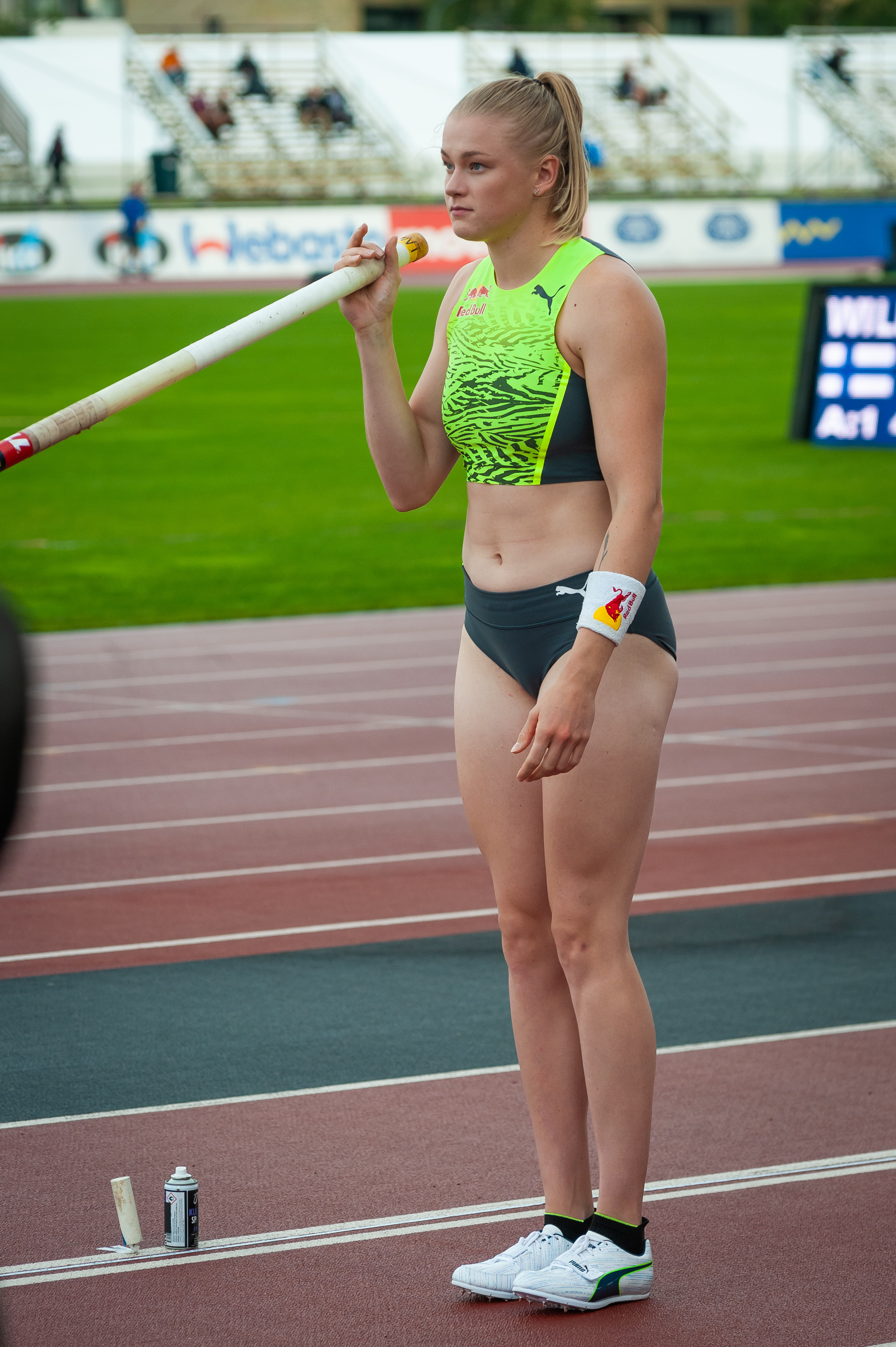
Geteilter sechster Rang für wilma Murto
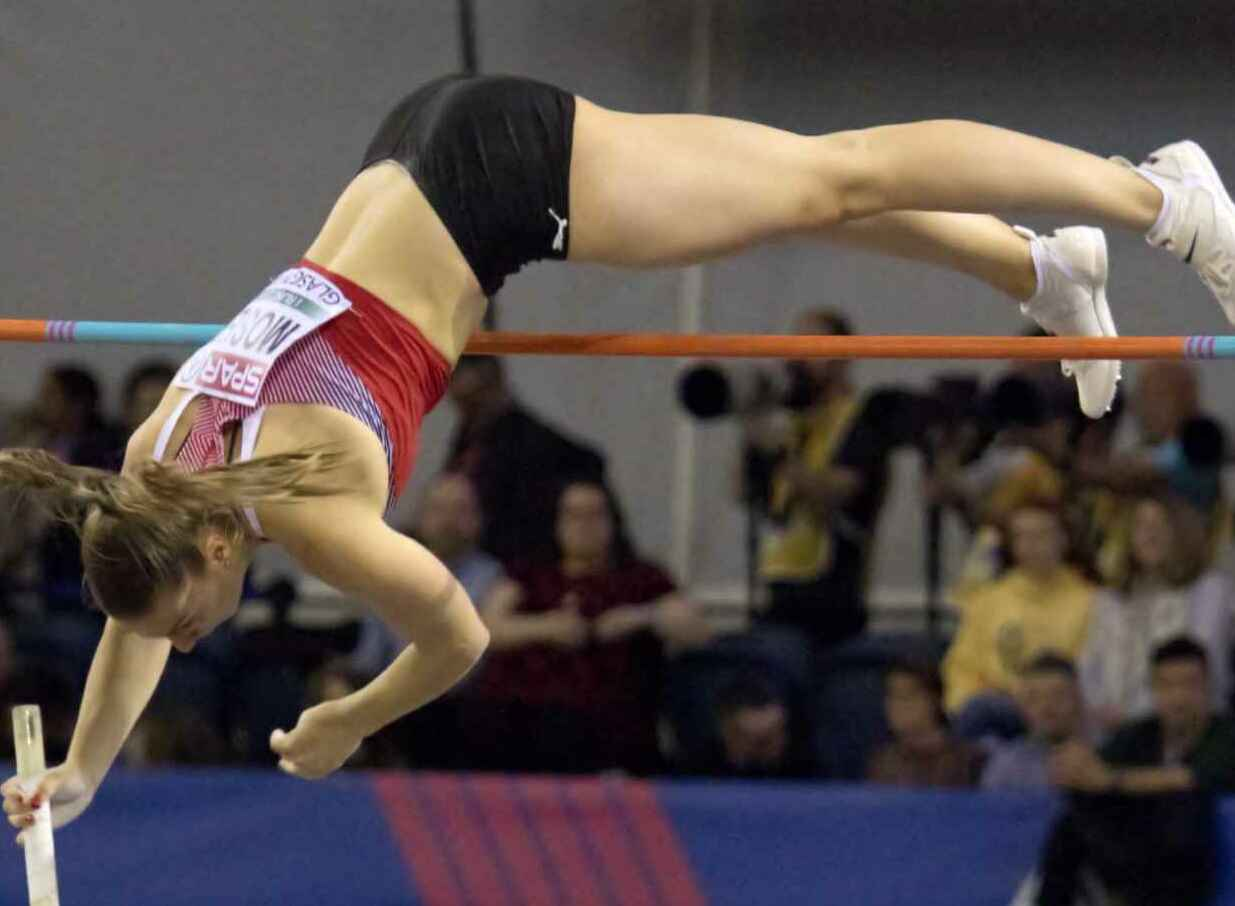
Angelica Moser kam auf den achten Platz

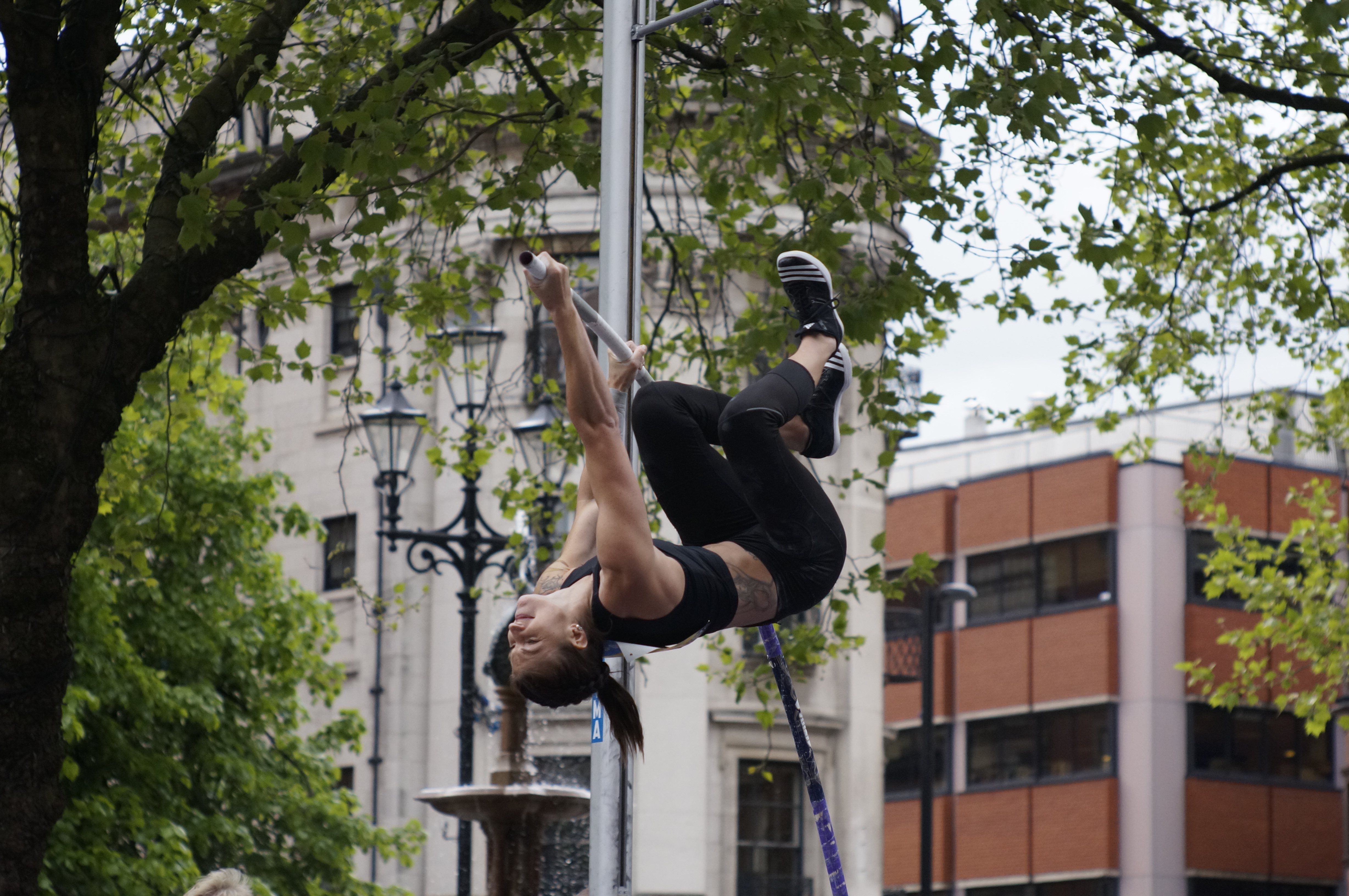
Die neuntplatzierte Anicka Newell
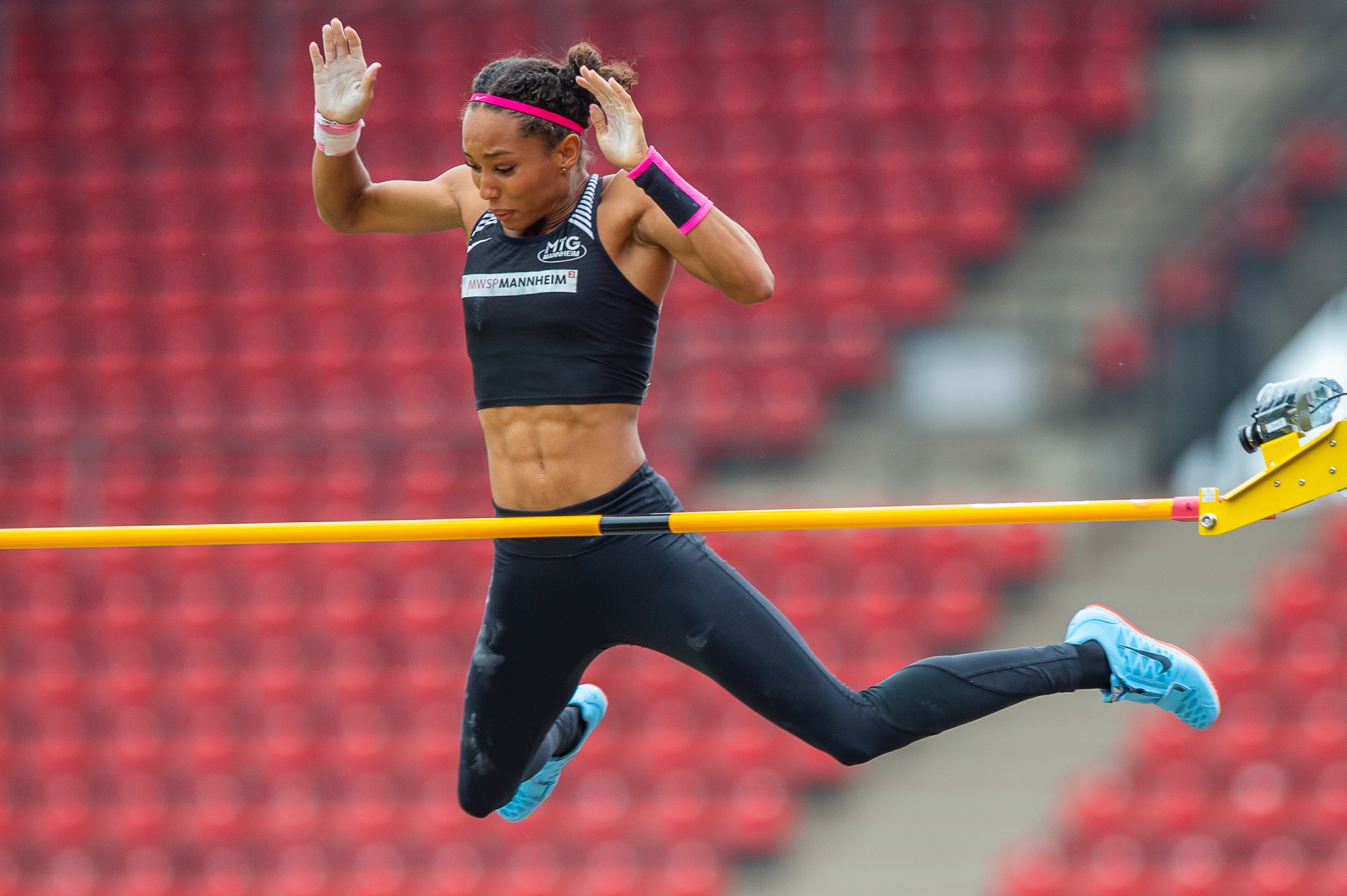
Jacqueline Otchere wurde Zehnte
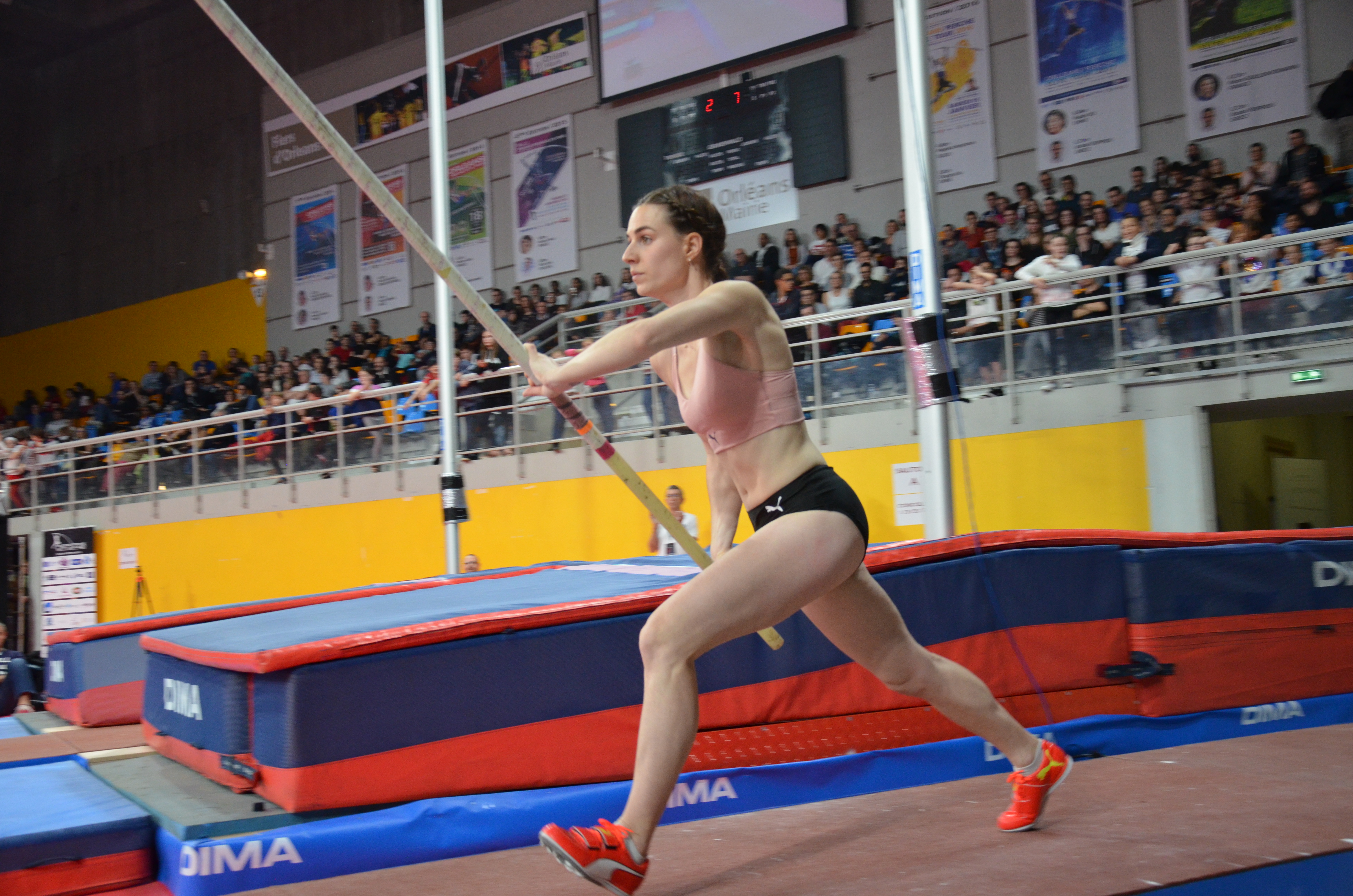
Ninon Chapelle – Rang  elf
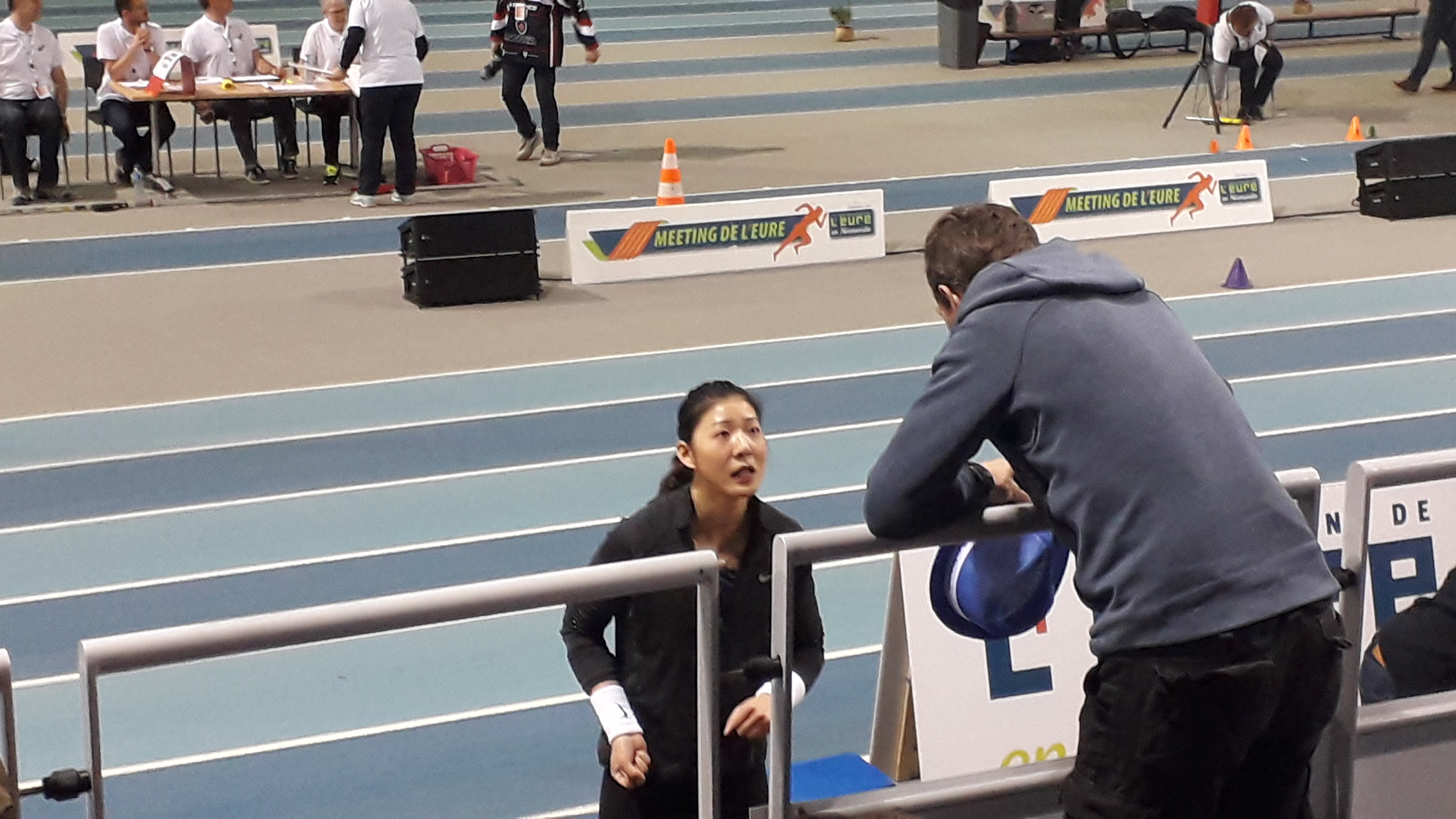
Xu Huiqin – Rang  dreizehn

## Video
- Women’s Pole Vault Finalists - 2022 World Athletics Championships, youtube.com, abgerufen am 25. August 2022